# Departamento de Derecho (Universidad Nacional del Sur)
El Departamento de Derecho es uno de los 17 departamentos que constituyen la Universidad Nacional del Sur, localizada en la ciudad de Bahía Blanca, Argentina.

### Historia
El departamento de Derecho se fundó en septiembre de 1996 y tuvo sus orígenes en el Instituto de Ciencias Jurídicas, instituto que se formó en 1989 en el ámbito de la Universidad Nacional del Sur y tuvo un rol predominante para la creación de la carrera de Abogacía que finalmente se concretó el 22 de diciembre de 1995. 
En respuesta a una demanda social sobre mayores niveles de formación en el área de Seguridad Pública se creó la carrera de Licenciatura en Seguridad Pública que comenzó a dictarse en 2019. Está dirigida a quienes acrediten título de Técnico en Seguridad, Técnico Superior en Seguridad o equivalente, otorgado por instituciones educativas públicas o privadas, de nivel terciario no universitario, institutos de formación de las fuerzas policiales, de seguridad o del servicio penitenciario, o universitario.

## Carreras
Las carreras de grado del departamento son las siguientes:
| Carreras de grado                                              | Duración |
| -------------------------------------------------------------- | -------- |
| Abogacía                                                       | 5 años   |
| Martillero y Corredor Público                                  | 3 años   |
| Licenciatura en Seguridad Pública                              | 2 años   |
| Carreras de posgrado                                           |          |
| Diplomatura en Derecho de los Usuarios y Consumidores          | 6 meses  |
| Diplomatura en Género, Igualdad y Derecho                      | 8 meses  |
| Especialización en Derecho Penal                               | 2 años   |
| Especialización en Derecho de Familia, Infancia y Adolescencia | 2 años   |
| Especialización en Derecho Empresario                          | 2 años   |
| Maestría en Derecho                                            | 2,5 años |

## Infraestructura
Desde el año 2023, el Departamento de Derecho cuenta con sede propia ubicada en el Campus de Palihue, dependencia universitaria ubicada en calle San Andrés 800 de la ciudad de Bahía Blanca. 
En su sede, el Departamento cuenta con un área de 1350 m² repartidos en oficinas, salas de conferencias, gabinetes para los profesores, salas de computación y otros espacios de usos múltiples distribuidos en dos plantas. Además, cuenta con una sala equipada para simulación de juicios.  La obra comenzó a ser ejecutada en 2020 en el marco del Plan Nacional de Infraestructura Universitaria y demandó un presupuesto de alrededor de 300 millones de pesos. 